# Gondoriz (Terras de Bouro)
Gondoriz es una freguesia portuguesa del concelho de Terras de Bouro, con 8,38 km² de superficie y 335 habitantes (2001). Su densidad de población es de 40,0 hab/km².